# Danijel Kuzma
Daniel Kuzma, slovenski častnik in veteran vojne za Slovenijo, * 14. julij 1955, † 4. september 1992.
Polkovnik Kuzma je bil visoki pripadnik SV.

## Vojaška kariera
- načelnik operativnega poveljstva in namestnik načelnika RŠTO (1991)

## Odlikovanja in priznanja
- red generala Maistra 2. stopnje z meči (26. december 1991)
- spominski znak Republiška koordinacija 1991[2]
- spominski znak Obranili domovino 1991
- spominski znak Premiki 1991 (23. september 1997, posmrtno)